# Eydanak
Eydanak (persiska: ايدنك, عيدَنَك) är en ort i Iran.   Den ligger i provinsen Kohgiluyeh och Buyer Ahmad, i den centrala delen av landet, 500 km söder om huvudstaden Teheran. Eydanak ligger 606 meter över havet och antalet invånare är 992.
Terrängen runt Eydanak är kuperad åt sydväst, men åt nordost är den bergig. Eydanak ligger nere i en dal. Runt Eydanak är det ganska glesbefolkat, med 47 invånare per kvadratkilometer. Närmaste större samhälle är Landeh, 4,1 km norr om Eydanak. Omgivningarna runt Eydanak är i huvudsak ett öppet busklandskap.